# Louka (Hodonín)
Louka è un comune della Repubblica Ceca facente parte del distretto di Hodonín, in Moravia Meridionale.